# بيلي أورورك
بيلي أورورك (بالإنجليزية: Billy O'Rourke)‏ (2 أبريل 1960 في المملكة المتحدة - 28 يناير 2002) هو لاعب كرة قدم بريطاني في مركز حراسة المرمى. لعب مع نادي بلاكبول ونادي بيرنلي ونادي ترانمير روفرز لكرة القدم ونادي تشستر سيتي.